# Coppa dell'Imperatore 1946
La Coppa dell'Imperatore 1946 è stata la ventiseiesima edizione della coppa nazionale giapponese di calcio.

## Formato
L'edizione immediatamente successiva alla chiusura della seconda guerra mondiale vide la partecipazione di dodici squadre, suddivise a seconda della regione di appartenenza: si disputarono due mini-tornei con formula ad eliminazione diretta, con le vincitrici che avrebbero avuto accesso alla finale, giocata al campo dell'Università di Tokyo il 5 maggio 1946.

## Squadre partecipanti
Kantō
- All Keio
- All Waseda
- Shonan Club
- Tochigi Teachers
- Tokyo LB
- Tokyo SC
- Toyo Kogyo
- Urawa Club

Kansai
- Kobe Daigaku
- Kwansei Gakuin Daigaku
- Kyoto Club
- Yuasa Batteries

## Risultati

### Gruppo 1 (Kantō)

#### Quarti di finale
| Squadra 1  | Risultato | Squadra 2        |
| ---------- | --------- | ---------------- |
| Tokyo LB   | 6 - 1     | Toyo Kogyo       |
| All Keio   | 4 - 1     | Urawa Club       |
| All Waseda | 2 - 1     | Shonan Club      |
| Tokyo SC   | [ 4 ]     | Tochigi Teachers |

#### Semifinali
| Squadra 1  | Risultato | Squadra 2 |
| ---------- | --------- | --------- |
| Tokyo LB   | 3 - 2     | All Keio  |
| All Waseda | 6 - 1     | Tokyo SC  |

#### Finale
| Squadra 1 | Risultato | Squadra 2  |
| --------- | --------- | ---------- |
| Tokyo LB  | 2 - 0     | All Waseda |

### Gruppo 2 (Kansai)

#### Semifinale
| Squadra 1    | Risultato | Squadra 2              |
| ------------ | --------- | ---------------------- |
| Kobe Daigaku | 4 - 1     | Yuasa Batteries        |
| Kyoto Club   | 2 - 1     | Kwansei Gakuin Daigaku |

#### Finale
| Squadra 1  | Risultato      | Squadra 2    |
| ---------- | -------------- | ------------ |
| Kyoto Club | 2 - 1 (d.t.s.) | Kobe Daigaku |

### Finale
| Tokyo 5 maggio 1946 | Tokyo LB | 6 – 2 | Kobe Daigaku | Tokyo Imperial University Stadium |